# Talles Cunha
Talles Cunha (sinh ngày 13 tháng 3 năm 1989) là một cầu thủ bóng đá người Brasil.

## Sự nghiệp câu lạc bộ
Talles Cunha đã từng chơi cho SC Sagamihara.